# Gobec
Gobec je priimek v Sloveniji, ki ga je po podatkih Statističnega urada Republike Slovenije na dan 1. januarja 2010 uporabljalo 692 oseb in je med vsemi priimki po pogostosti uporabe uvrščen na 341. mesto.

## Znani nosilci priimka
- Edward (Edi) Gobec (1926—2020), slovensko-ameriški filozof, sociolog, antropolog, narodni delavec in leksikograf
- Lado Gobec (*1946), kegljavec, trener
- Mitja (Dimitrij Radovan) Gobec (*1938), zborovodja, glasbeni pedagog in urednik
- Regina Gobec (1889—1972), pedagoška piska
- Radovan Gobec (1909—1995), skladatelj, dirigent in zborovodja
- Sebastjan Gobec (*1979), nogometaš
- Stanislav Gobec (*1970), farmacevt, univ. prof.
- Tanja Gobec (*1949), kegljavka
- Tanja Gobec, TV novinarka in voditeljica
- Vinko Gobec (1934—2015), politik, gospodarstvenik

## Živali
Gobec je prednji, navadno podaljšani del glave z ustno odprtino pri nekaterih sesalcih in ribah: konjem so se penili gobci; seči z gobcem po hrani; slinast pasji gobec / jezik mu je visel iz gobca; pes ima kost v gobcu; morski pes je plaval s široko odprtim gobcem.